# Formacja Hell Creek

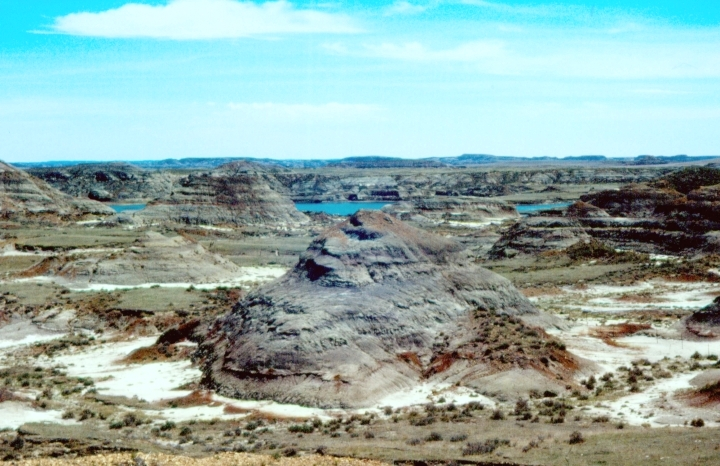
Formacja Hell Creek w pobliżu Fort Peck, w stanie Montana

Hell Creek – formacja skalna datowana na przełom kredy i paleocenu (od późnego mastrychtu do wczesnego danu, 68–65 mln lat temu), rozciągająca się na pograniczu stanów Montana, Wyoming, Dakota Północna i Dakota Południowa w Stanach Zjednoczonych. W wielu miejscach osiąga ponad 100 m miąższości, z czego ostatnie kilka metrów należy już do kenozoiku. Próbki pobrane z warstw na granicy mastrychtu i danu wykazują obecność irydu oraz kryształów przeobrażonego kwarcu, dowodzącą kolizji z Ziemią meteorytu bądź komety, około 65,5 mln lat temu. Jest to jedyne stanowisko z zaznaczoną granicą pomiędzy erami mezozoiczną i kenozoiczną, w którym występują skamieniałości dinozaurów.
Nazwa formacji pochodzi od potoku płynącego obok miasteczka Jordan w stanie Montana - Hell Creek (Piekielny Potok).
Formacja Hell Creek składa się z iłowców, mułowców i piaskowców, będących osadami rzecznymi i brakicznymi deponowanymi w korytach rzecznych, deltach i na bagnach.
Największą kolekcję skamieniałości z formacji Hell Creek posiada Museum of the Rockies w Bozeman, stanie Montana, w hrabstwie Gallatin.
Poniżej zalega górnokredowa formacja Fox Hills (ang. Fox Hills Formation).

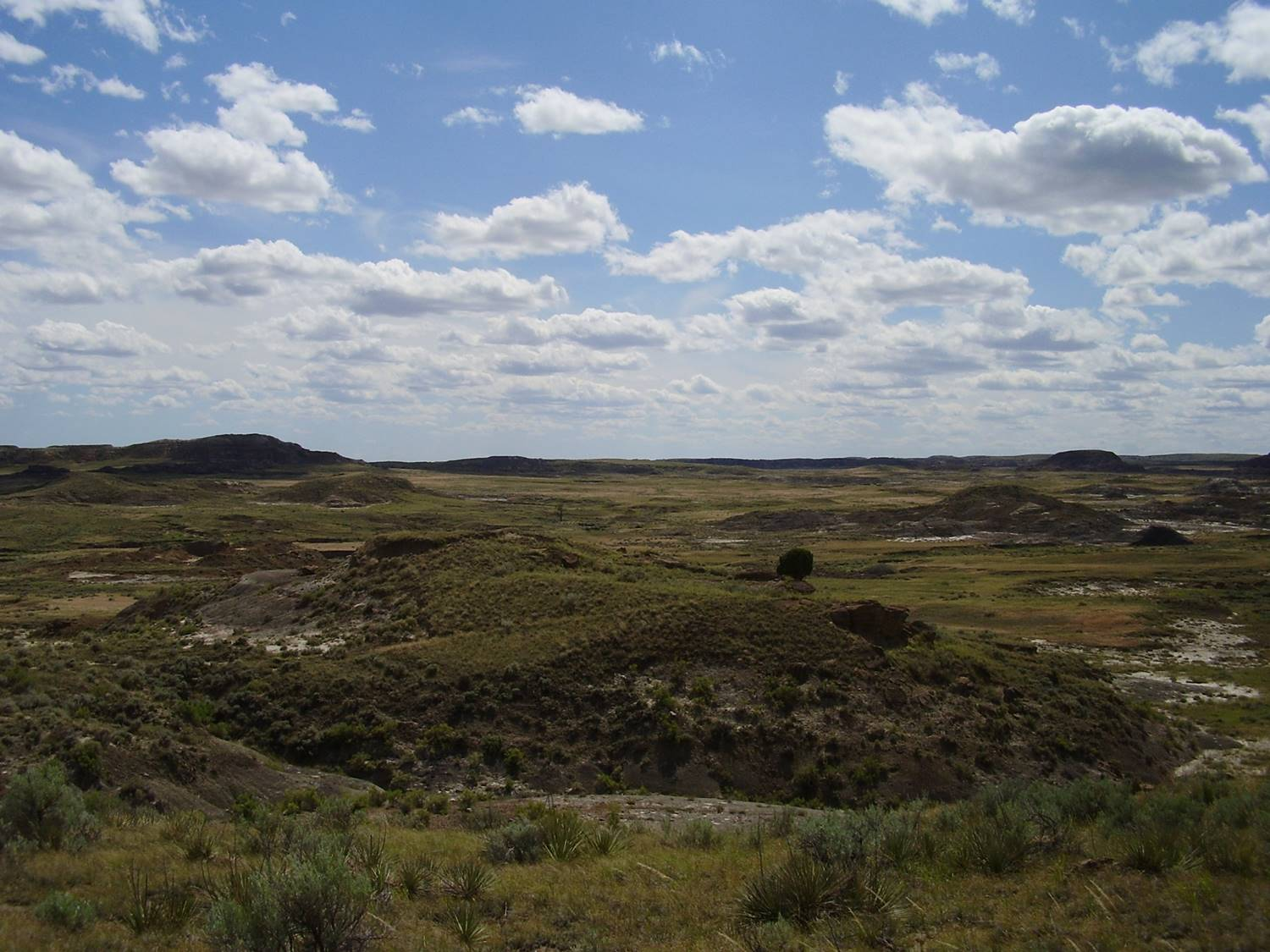
Montana Badlands (Formacja Hell Creek)

## Skamieniałości
Przykłady rodzajów i gatunków zwierząt i roślin, których skamieniałości odnaleziono w Hell Creek:

### Teropody (w tym ptaki)
| Teropody z formacji Hell Creek                        | Teropody z formacji Hell Creek | Teropody z formacji Hell Creek | Teropody z formacji Hell Creek | Teropody z formacji Hell Creek |
| Takson                                                | Obecność                       | Opis | Ilustracje                     |                                |
| ----------------------------------------------------- | ------------------------------ | --- | ------------------------------ | ------------------------------ |
| Rodzaj: - Acheroraptor 1. Acheroraptor temertyorum    |                                | Przedstawiciel rodziny Dromaeosauridae i podrodziny Velociraptorinae. |                                |                                |
| Rodzaj: - Anzu 1. Anzu wyliei                         |                                | Duży przedstawiciel Caenagnathidae. Jeden z okazów zaliczanych do tego gatunku we wcześniejszych publikacjach klasyfikowano jako przedstawiciela rodzaju Chirostenotes o niepewnej przynależności gatunkowej.                            |                                |                                |
| Rodzaj: - Avisaurus 1. Avisaurus archibaldi           |                                | Ptak, przedstawiciel podgromady Enantiornithes. |                                |                                |
| Rodzaj: - Brodavis 1. B. baileyi                      |                                | Ptak z grupy Hesperornithes. |                                |                                |
| Rodzaj: - Dakotaraptor 1. D. steini                   |                                | Duży przedstawiciel Dromaeosauridae. |                                |                                |
| Rodzaj: - Elmisaurus 1. Elmisaurus elegans            |                                | Owiraptorozaur, być może gatunek chirostenota. Znaleziony również w Judith River Formation. |                                |                                |
| Rodzaj: - Eoneophron 1. Eoneophron infernalis         |                                | Cenagnat |                                |                                |
| Rodzaj: - Nanotyrannus 1. Nanotyrannus lancensis      |                                | Niewielki tyranozauryd, być może synonim rodzaju Tyrannosaurus. |                                |                                |
| Rodzaj: - Ornithomimus 1. Ornithomimus sp.            |                                | Ornitomimid. |                                |                                |
| Rodzaj: - Paronychodon 1. Paronychodon lacustris      |                                | Pospolity celurozaur, prawdopodobnie dromeozauryd. Znaleziony również w formacjach Fruitland, Judith River, Lance oraz Laramie. |                                |                                |
| Rodzaj: - Richardoestesia 1. Richardoestesia gilmorei |                                | Pospolity celurozaur, być może synonim Paronychodon. Znaleziony również w formacjach Aguja, Judith River, Lance, Oldman i Scollard. |                                |                                |
| Rodzaj: - Struthiomimus 1. Struthiomimus sedens       |                                | Duży ornitomimid. |                                |                                |
| Rodzaj: - Troodon 1. Troodon sp.                      |                                | Troodontyd. |                                |                                |
| Rodzaj: - Tyrannosaurus 1. Tyrannosaurus rex          |                                | Tyranozauryd, znany ze skamieniałości kilku osobników, w tym młodocianego, nazwanego „Jane”. Znaleziony również w formacjach Denver, Frenchman, Hill Creek South, Javelina, Kirtland, Lance, McRae, North Horn, Scollard i Willow Creek. |                                |                                |

### Dinozaury ptasiomiedniczne
| Dinozaury ptasiomiedniczne z formacji Hell Creek                            | Dinozaury ptasiomiedniczne z formacji Hell Creek | Dinozaury ptasiomiedniczne z formacji Hell Creek | Dinozaury ptasiomiedniczne z formacji Hell Creek | Dinozaury ptasiomiedniczne z formacji Hell Creek |
| Takson                                                                      | Obecność                                         | Opis | Ilustracje                                       |                                                  |
| --------------------------------------------------------------------------- | ------------------------------------------------ | --- | ------------------------------------------------ | ------------------------------------------------ |
| Rodzaj: - Anatotitan 1. Anatotitan copei                                    |                                                  | Dinozaur kaczodzioby. |                                                  |                                                  |
| Rodzaj: - Ankylosaurus 1. Ankylosaurus magniventris                         |                                                  | Ankylozaur. Znaleziony również w formacjach Lance i Scollard. |                                                  |                                                  |
| Rodzaj: - Bugenasaura 1. Bugenasaura infernalis                             |                                                  | Niewielki ornitopod. |                                                  |                                                  |
| Rodzaj: - Dracorex 1. Dracorex hogwartsia                                   |                                                  | Pachycefalozaur, być może synonim Pachycephalosaurus. |                                                  |                                                  |
| Rodzaj: - Edmontonia 1. Edmontonia sp.                                      |                                                  | Nodozauryd. |                                                  |                                                  |
| Rodzaj: - Edmontosaurus 1. Edmontosaurus annectens 2. Edmontosaurus regalis | 1. Bardzo pospolity. 2. Bardzo pospolity.        | 1. Hadrozaur. Znaleziony również w formacjach Denver, Frenchman, Lance, Laramie i Scollard. 2. Hadrozaur, bardzo pospolity. Znaleziony także w formacjach Kanionu Horseshoe, Lance, Laramie, Scollard oraz St Mary River.                     |                                                  |                                                  |
| Rodzina: - Leptoceratopsidae 1. cf. Leptoceratops sp.                       |                                                  | 1. Prymitywny ceratops. |                                                  |                                                  |
| Rodzaj: - Pachycephalosaurus 1. Pachycephalosaurus wyomingensis             |                                                  | Pachycefalozaur. Znaleziony również w formacjach Judith River i Lance. |                                                  |                                                  |
| Rodzaj: - Parasaurolophus 1. Parasaurolophus walkeri                        |                                                  | Lambeozauryn. Znaleziony także w formacji Dinosaur Park. |                                                  |                                                  |
| Rodzaj: - Sphaerotholus 1. Sphaerotholus bucholtzae                         |                                                  | Pachycefalozaur, być może synonim Prenocephale. |                                                  |                                                  |
| Rodzaj: - Stygimoloch 1. Stygimoloch spinifer                               |                                                  | Pachycefalozaur, być może synonim Pachycephalosaurus. Znaleziony także w formacji Lance. |                                                  |                                                  |
| Rodzaj: - Thescelosaurus 1. Thescelosaurus neglectus                        |                                                  | Niewielki ornitopod. Znaleziony również w formacjach Frenchman, Lance, Laramie i Scollard. |                                                  |                                                  |
| Rodzaj: - Torosaurus 1. Torosaurus latus                                    |                                                  | Ceratops. Znaleziony również w formacjach Frenchman, Javelina, Kirtland, Lance i North Horn. |                                                  |                                                  |
| Rodzaj: - Triceratops 1. Triceratops horridus 2. Triceratops prorsus        | 1. Bardzo pospolity.                             | 1. Ceratops, bardzo pospolity. Znaleziony także w formacjach Evanston, Frenchman, Kirtland, Lance, Laramie i Scollard. 2. Ceratops, być może synonim Triceratops horridus, bardzo pospolity. Znaleziony także w formacjach Frenchman i Lance. |                                                  |                                                  |

### Rośliny
| Rodzaj: - Metasequoia 1. Metasequoia sp.  |  | Z Hell Creek znane są szyszki z nasionami metasekwoi.                     |
| Rodzaj: - Cobbania 1. Cobbania corrugata  |  | Prehistoryczny gatunek rośliny, przypisanej pierwotnie do rodzaju Pistia. |
| Rodzaj: - Araukaria 1. Araucaria araucana |  |                                                                           |

### Pterozaury
| Pterozaury z formacji Hell Creek                  | Pterozaury z formacji Hell Creek | Pterozaury z formacji Hell Creek                                   | Pterozaury z formacji Hell Creek | Pterozaury z formacji Hell Creek |
| Takson                                            | Obecność                         | Opis                                                               | Ilustracje                       |                                  |
| ------------------------------------------------- | -------------------------------- | ------------------------------------------------------------------ | -------------------------------- | -------------------------------- |
| Rodzina: - Azhdarchidae 1. cf. Quetzalcoatlus sp. |                                  | Pojedynczy kręg szyjny azdarchida przypisywany jest kecalkoatlowi. |                                  |                                  |